# Lex Cornelia de maiestate
Die Lex Cornelia de maiestate (auch lex Cornelia Sullae maiestatis; Kornelisches Majestätsgesetz) war ein Repetundengesetz des römischen Diktators Sulla aus dem Jahr 81 v. Chr., das durch einen namensgebenden Volkstribun eingebracht worden war. Die Bedeutung dieses Reformgesetzes liegt in seinem reaktionären Geist, mit dem Sulla versucht hatte, die alte Adelsrepublik zu reorganieren und gleichzeitig zu erneuern.
Das Gesetz regelte Fragen der Provinzverwaltung und kleidete die Kompetenzen eines Statthalters aus. Verschiedene Zuwiderhandlungen wurden als Hochverrat festgehalten. Das Gesetz, das zu Sullas Strafgesetzgebungskatalog gehörte, untersagte es dem Statthalter einer Provinz – dieser war stets zugleich militärischer Oberbefehlshaber – die Grenzen seines Hoheitsgebietes zu überschreiten und Kriegshandlungen in Eigenmacht anzuzetteln, soweit kein Senats- oder Volksbeschluss vorlag. Strafbewehrt war es auch, wenn der Provinzgouverneur es versäumte innerhalb von 30 Tagen die Provinz, in der er stationiert war, zu verlassen, wenn sein Nachfolger eingetroffen war. Ausweislich der erhalten gebliebenen zeitgenössischen Kommentare (in „Pro Cornelio de maiestate“) des häufig auf Cicero reflektierenden Asconius Pedianus, sah das Gesetz noch weitere Einzeltatbestände vor, etwa zur Bestrafung, weil die Hoheit, die Ehre oder das Ansehen des römischen Staates beeinträchtigt wurde (maiestatem minuere).
Sulla hatte das Gerichtswesen reformiert und Gerichtshöfe eingerichtet, deren Auftrag es war, Gesetze effizienter umzusetzen. Für Gerichtsverfahren, betreffend die Verletzung der Integrität des römischen Gemeinwesens, wurde als dauerhaftes Institut die quaestio perpetua de maiestate eingerichtet. Die lex Cornelia de maiestate hatte durchaus Vorläufer gehabt, etwa die lex Appuleia, gleichwohl kann nicht trennscharf abgegrenzt werden, wer der jeweilige Täterkreis war oder welche Straftatbestände erfasst waren. Die Gesetze dienten eher als ein politisch wirksames und flexibel einsetzbares Gewaltinstrumentarium denn dem Schutz der res publica. Die Spuren des crimen maiestatis lassen sich nicht bis zurück zu den XII Tafeln verfolgen. Der Begriff des „Verbrechens der beleidigten Volksmajestät“ bildete sich daher wohl erst in der späteren Republik heraus. Sulla definierte das althergebrachte crimen perduellionis, das früher schon in eigenständigen Gerichtsverfahren für den Hochverrat verhandelt wurde, in einen Straftatbestand um, der den Täterkreis (Senatoren und Beamte) und die tatbestandlich relevanten Handlungen auch benannte.
Im Jahr 59 v. Chr. wurde das Gesetz durch die julische lex de repetundis aufgegriffen und um den Tatbestand der Erpressung im Amt erweitert. Angewendet wurde dieses dann im Hochverratsprozess gegen Aulus Gabinius, der während seiner Amtszeit und dem senatorischen Beschlussvorbehalt sowie Orakelsprüchen zuwider das ihm zugewiesene Hoheitsgebiet Syria verlassen und sich außerdem dem Erpressungsvorwurf ausgesetzt hatte.